# محطة قطار اسطيل
محطة اسطيل هي محطة قطار جزائرية سابقة تقع في إقليم بلدية أسطيل ، بولاية المغير ، في شمال شرق الصحراء الجزائرية .

## الموقع في السكك الحديدية
تقع المحطة جنوب مدينة ستيل على خط من القراح إلى تقرت [الفرنسية]، حيث تسبقها محطة أوماش وتتبعها محطة نسيغة .

## تاريخ
المحطة وسيطة لخط السكة الحديدية القديم الممتد من بسكرة إلى تقرت، بطول 217 كلم ، و قد افتتحت سنة 1914؛ وكانت هي الخط من أسطيل إلى الواد ، وهو خط بعرض 600 ملم بُني بعد الحرب العالمية الثانية.